# Kandelillaviasz

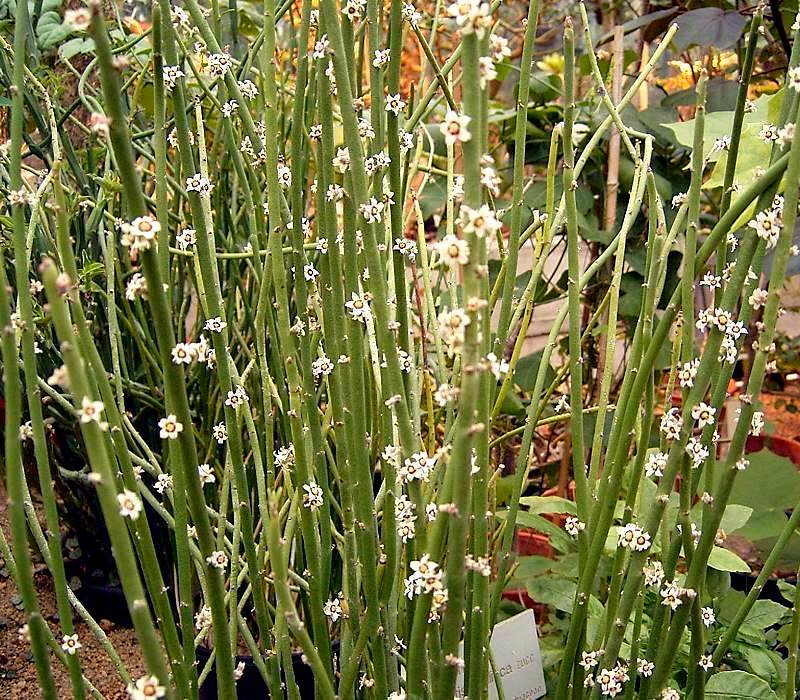
Euphorbia antisyphilitica

A kandelillaviasz egy természetes viasz, melyet a, Mexikóban őshonos, kutyatejfélék közé tartozó két növény, az Euphorbia antisyphilitica (gyógyító kutyatej) és az Euphorbia cerifera leveleiből állítanak elő. A kandelillaviasz sárgásbarna színű, kemény, átlátszó vagy áttetsző anyag. 

## Összetétele
A kandelillaviaszt nagyrészt szénhidrogének (körülbelül 50%-ban tartalmaz 29-33 szénatomot tartalmazó molekulaláncokat), nagy molekulatömegű észterek (kb. 20-29%), szabad savak (7-9%), és gyanták (12-14%, főként triterpén-észterek) alkotják. Vízben nem oldható, de számos szerves oldószerben (pl acetonban, kloroformban, benzolban) nagyon jól oldódik.

## Előállítása
A kandelillaviasz előállítása során a növények (Euphorbia antisyphilitica, Euphorbia cerifera) leveleit és szárát híg kénsavas oldatban megfőzik, majd a kioldódó viaszt összegyűjtik a főzet felszínéről. 

## Felhasználása
- Mivel a kandelillaviasz olvadáspontja alacsony (67-79 °C), ezért gyakran elegyítik más viaszokkal, hogy azokat keményebbé tegyék, ugyanakkor olvadáspontjuk ne módosuljon.
- A kozmetikumokban széles körben használják, elsősorban szájfényekben és hidratáló krémekben fordul elő.
- Élelmiszerek esetén fényesítő anyagként alkalmazzák E902 néven. Elsősorban rágógumikban fordul elő, de megtalálható egyes fényes felületű cukrászipari termékekben is. Napi maximum beviteli mennyisége nincs meghatározva. Nincs ismert mellékhatása.
- A karnaubaviasz és a méhviasz helyettesítésére is használható.